# Przejście CT
Przejście CT (ang. charge transfer, zwane również „przejściem z przeniesieniem ładunku”) – szczególny rodzaj przejścia elektronowego, polegającego na tym, że elektron jednej cząsteczki (donora), przenosi się na niezajęty orbital drugiej cząsteczki (akceptora). Zjawisko to jest wynikiem pochłonięcia przez cząsteczkę fotonu, a jego mechanizm przedstawił Robert Mulliken. Charakterystyczną cechą przejść CT jest to, że po emisji fotonu cząsteczki wracają do stanu podstawowego i nie zmieniają się pod względem chemicznym.

## Charakterystyka i rodzaje
W widmie elektronowym kompleksu, w którym zachodzi przejście CT (tzw. „kompleks CT”), pojawia się dodatkowe pasmo absorpcji, niewystępujące w widmach oddzielnych składników. Pasmo to jest znacznie oddalone od pozostałych i pojawia się w zakresie widzialnym lub bliskiego ultrafioletu. Są one bardzo szerokie i mają dużą intensywność. Molowy współczynnik absorpcji sięga wartości 104 dm³ mol−1 cm−1, a moc oscylatora – 0,01–0,1.
Przejścia te głównie dotyczą związków kompleksowych. Wyróżnia się dwa rodzaje przejść z przeniesieniem ładunku:
- LMCT (ligand-metal charge transfer)
- MLCT (metal-ligand charge transfer)

Przejścia LMCT są znacznie częstsze, niż MLCT. Ligand pełni rolę donora, a metal – akceptora. Przejścia występują w kompleksach, gdzie atom centralny jest na wyższym stopniu utlenienia i może zostać zredukowany na niższy dzięki „pobraniu” elektronu oddanego przez ligand. Przykładem może być kompleks chromu(III) z pirydyloazonaftolem.
Istnieje kilka rodzajów przejść LMCT:
Rodzaje przejść:
- ν1 – π-π*
- ν2 – π-σ*
- ν3 – σ-π*
- ν4 – σ-σ*

Rodzaje przejść ligand-metal charge transfer

Przejścia MLCT występują rzadziej niż LMCT. Atom centralny pełni tu funkcję donora, natomiast ligand – funkcję akceptora. Warunkiem takiego przejścia, jest to, aby ligand posiadał niskoleżące orbitale antywiążące π*, a metal był na niskim stopniu utlenienia. Wówczas elektron może przeskoczyć z orbitalu d metalu, na niezapełniony orbital π* liganda. Przykładem może być kompleks żelaza(II) z 2,2'-bipirydylem ([Fe(bpy)3]2+).

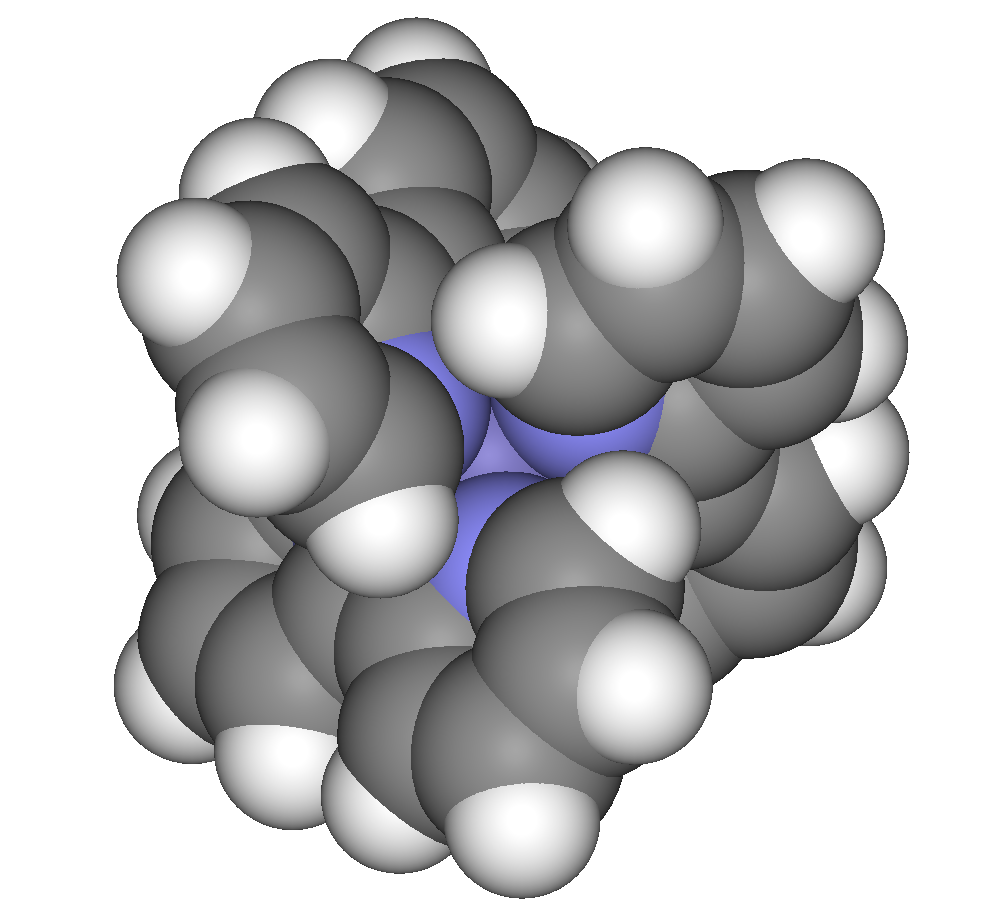
Kompleks [Fe(bpy)_{3}]^{2+}